# Ivar Vidfamne

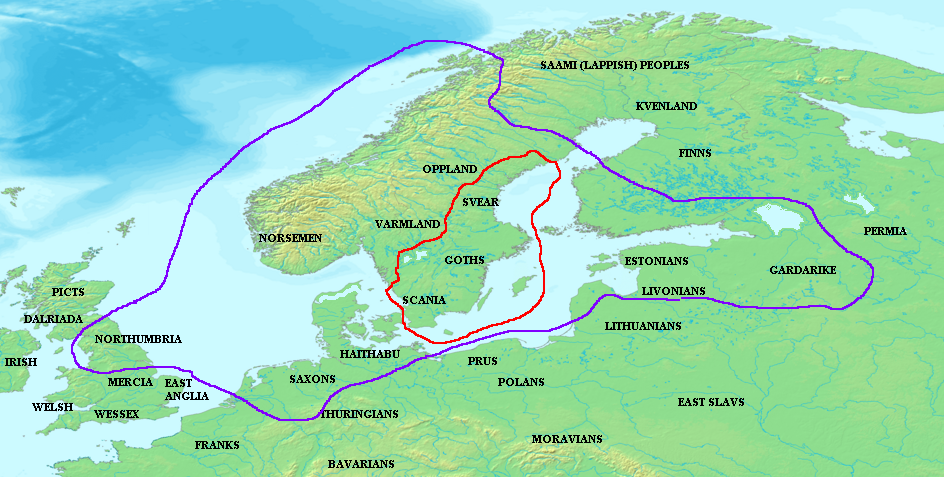
Ivar Vidfamnes rike. I rött Ivars kungadöme och i violett de områden han enligt sagorna utkrävde skatt av.

Ivar Vidfamne var en skånsk och senare svensk sagokung vars existens inte är historiskt belagd, men vilken förekommer i ett flertal isländska sagor.
Ivar skall från början ha varit kung av Skåne. Enligt Snorre Sturlasson blev han sedermera även kung av Svitjod, samt av Norge, Danmark, Finland, Saxland, Kurland, Estland, Gårdarike och norra England, det vill säga Northumbria. Han skall ha erövrat sveaväldet efter att Ingjald Illråde bränt sig inne, och sedan ha underlagt sig alla kustländerna kring Östersjön och Nordsjön. Vidfamne omnämns dock inte i Saxo Grammaticus Gesta Danorum, där Sigurd Ring, utan mellanleden Vidfamne och Harald Hildetand, efterträder Ingjald Illråde som kung.
Ivar var enligt berättelserna son till Halvdan Snälle av Skjöldungaätten, och enligt Hervararsagan var han, på sin mors sida, ättling till en östgotisk kungasläkt. Han var far till Aud Djupaudga (gift först med Hrörek av Lejre och sedan med Radbard av Gårdarike). I Danmark satte han enligt den sägenhistoriska Sögubrot sin dotters make Hrörek till underkonung men lät senare dräpa honom. Därefter gjorde han Valdar till kung.
Ivar Vidfamne skall ha omkommit (kastades i vattnet och drunknade) på en härfärd till Gårdarike då han blev ordentligt uppläxad för sin grymhet, svekfullhet och makthunger, av sin egen fosterfar Hord. Han kastade sig i havet efter sin fosterfar, men kom aldrig mer upp. Äldre forskning, bland annat av Birger Nerman, påstod att Ivar skulle vara höglagd på Valsgärde, i den näst äldsta gravhögen som daterats till slutet av 600-talet, utanför Uppsala. Antagandena kritiserades redan tidigt av bland andra John-Elof Forssander, Rupert Bruce-Mitford och Sune Lindqvist. Idag har man lämnat dessa antaganden, och bland annat Riksantikvarieämbetet fastslår att det är oklart vilka som blivit begravda där.
Frans G. Bengtsson gjorde sin romanhjälte Röde Orm till ättling av Ivar Vidfamne.

## Sagor där Ivar Vidfamne figurerar
Ivar är omnämnd i dessa fornnordiska skrifter:
- Hervararsagan
- Hyndlas sång
- Sögubrot
- Upplendinga konungum
- Ynglingasagan
- Njals saga